# آزاتاموت
آزاتاموت (ارمنی: Ազատամուտ) روستایی است که در استان تاووش ارمنستان واقع شده‌است. آزاتاموت در ۱۱ کیلومتری شمالشرق ایجوان، مرکز استان تاووش واقع شده‌است.

## خصوصیات
آزاتاموت ۲٬۶۴۴ نفر جمعیت دارد و در ارتفاع ۵۸۰ متر بالاتر از سطح دریا قرار گرفته‌است.